# قضية سيديلو ضد وزير الصحة والخدمات الإنسانية
ميشيل سيديلو وزيرة الصحة والخدمات الإنسانية والمعروفة أيضًا باسم سيديلو، كانت قضية تتعلق بأسرة ميشيل سيديلو، وهي فتاة تعاني التوحد رفع والدها دعوى قضائية ضد حكومة الولايات المتحدة لأنهم يعتقدون أن مرض التوحد سببه اخذِها لقاح الحصبة والنكاف والحصبة الألمانية (المعروف أيضًا باسم لقاح MMR) واللقاحات المحتوية على الثيميروسال. كانت الحالة جزءًا من إجراءات مشروع يحتوي التوحد، حيث طُلب من مقدمي الالتماس تقديم ثلاث حالات اختبار لكل آلية مقترحة تسببت فيها اللقاحات في مرض التوحد؛ كان أول حالة من هذا القبيل سيديلو لفرضية MMR (مختصر لقاح الحصبة والنكاف والحصبة الألمانية) والثيميروسال (مطهر زئبقي).
طلبت الأسرة تعويضًا من البرنامج الوطني للتعويض عن إصابات اللقاحات (NVICP)، ولكن من أجل التأهل كان مطلوبًا منهم إثبات أنه من المرجح أن مرض التوحد لأطفالهم سببه اللقاحات. لخَّص المجتمع العلمي إلى أن اللقاحات لم تسبب التوحد قبل سماع الحالات الأولى، وبالتالي تم الإعراب عن القلق من أن معايير الإثبات المتراخية نسبيا لـ NVICP يمكن أن تؤدي إلى منح تعويض على الرغم من الأدلة العلمية المقنعة التي تخالف ذلك. جادل بعض مؤيدي اللقاح بأن هذا قد يكون له آثار سلبية خطيرة على الصحة العامة من خلال تثبيط الشركات المصنعة للقاحات عن إنتاج المزيد من لقاحات الطفولة.
```
على الرغم من وجود برنامج VICP منذ عام 1988، إلا أنه لم يتم تصميمه للتعامل مع آلاف الحالات التي تلقاها من عام 1999 إلى عام 2007، مما أدى إلى إنشاء إجراءات التوحد الجامع في عام2002 .
افتتحت المحاكمة في 11 يونيو 2007 في 
واشنطن العاصمة
، حيث جادل الشهود الخبراء الستة لسيديلو بأن اللقاحات المحتوية على الثيميروسال تسببت في تدهور جهاز المناعة في ميشيل، مما جعل بدوره من الممكن 
لفيروس الحصبة
 الضعيف في لقاح الحصبة والنكاف والحصبة الألمانية أن يسبب عدوى مستمرة مما يؤدي إلى التوحد. 
ولدعم هذه الفرضية، اعتمد شهود سيديلو على ما تم الإبلاغ عنه من الكشف عن فيروس الحصبة في الجهاز الهضمي في ميشيل بواسطة مختبر جون أوليري لعلم الوراثة في 
دبلن
. ومع ذلك، أظهر شهود الخبراء الحكوميون بشكل قاطع أن نتائج الإيجابية نتجت عن التلوث في مختبر أوليري بدلاً من الإصابة الفعلية.
في12 فبراير 2009، حكم 
السادة الخاصون
 بأن قضية سيديلو لا يحق لهم الحصول على تعويض لأنهم فشلوا في إثبات أن اللقاحات المحتوية على الثيميروسال مع لقاح MMR يمكن أن تسبب التوحد. وبيَّن الأساتذة الخاصون، من بين أمور أخرى، إلى أن خبراء الحكومة كانوا مؤهلين إلى حد كبير أكثر من أولئك الذين يشهدون نيابة عن العائلات، مع السيد الخاص جورج هاستينغز الذي صرح بأن «سيديلو قد ضللوا من قبل الأطباء المذنبين من خطأ طبي فادح».
```

## المعلومات الأساسية
```
تأسس 
البرنامج الوطني للتعويض عن إصابات اللقاحات
 في عام 1988 في الولايات المتحدة من خلال تمرير 
قانون إصابات لقاحات الطفولة الوطنية
، ويتم تمويله عن طريق ضريبة بنسبة 75 سنتًا على كل جرعة لقاح. كانت أهداف البرنامج الحفاظ على إمدادات ثابتة من اللقاحات، وفي الوقت نفسه، السماح لضحايا 
إصابة اللقاح
 بالتعويض بشكل أكثر كفاءة مما كان ممكنا في السابق. يعمل البرنامج وفقًا لمبدأ 
عدم الخطأ
.
[
1
]
 طلبت عائلة ميشيل سيديلو تعويضًا من هذا البرنامج. كانت سيديلو آنذاك تبلغ من العمر 12 عامًا، وهي تستخدم كرسي متحرك من 
يوما،أريزونا
، متورطة في أول ثلاث حالات اختبار اختارتها الحكومة لتمثيل ما يقرب من 4900 حالة أخرى من حالات التوحد للقاح التي تم عرضها على المحكمة.
[
2
]
```

ولدت ميشيل سيديلو في 30 أغسطس 1994، وتلقت لقاحات تحتوي على الثيميروسال خلال الأشهر الخمسة عشر الأولى من حياتها. في 20 ديسمبر 1995، تلقت لقاح MMR. قدمت تيريزا ومايكل سيديلو دعوى إصابة ضد اللقاح نيابة عن ابنتهما في 9 ديسمبر 1998 بسبب اعتلال دماغي، ولكن في 14 يناير 2002، غيرت عريضتهم إلى ادعاء سببي في الواقع، مما يعني أنهم كانوا يجادلون بأن ميشيل طورت مرض التوحد نتيجة للتأثيرات المركبة لقاح الثيميروسال ولقاح الحصبة والنكاف والحصبة الألمانية. لقد فعلوا ذلك نتيجة لاجتماع عقد في العام السابق بين تيريزا سيديلو وأندرو ويكفيلد في هزيمة التوحد الآن!.
```
في عام 2001، رفعت العديد من العائلات الأخرى دعوى أيضًا في NVICP ، أيضًا لأنهم يعتقدون أن مرض التوحد لأطفالهم ناتج عن اللقاحات وبالتالي يحق لهم الحصول على تعويض. في العام التالي، عقد مكتب السادة الخاصين في محكمة الولايات المتحدة للمطالبات الفيدرالية سلسلة من الاجتماعات لتحديد كيفية التعامل مع هذه الادعاءات، وفي يوليو من ذلك العام، أصدر أمرًا بإنشاء إجراءات التوحد الجامع.
[
5
]
```

وفقا لسيديلو، كانت ميشيل طبيعية من الناحية التنموية حتى تلقت لقاح MMR في سن 15 شهرًا، وعندها أصيبت بحمى 105 درجة، وبدأت بالتقيؤ والإصابة بالإسهال.
تم تشخيص ميشيل بالتوحد بعد 18 شهرًا من تلقيها لقاح الحصبة والنكاف والحصبة الألمانية. وفقًا لصحيفة واشنطن بوست، فإن المعيار القانوني الذي تعرضت له القضايا في هذه المحاكمة يعني أن "النتيجة لن تتوقف على المعايير العلمية للأدلة ولكن على معيار قانوني معقول - ما أسماه أحد محامي العائلات '50 بالمائة حاله'. في عام 2002، بالنظر إلى العدد الكبير من المتقاضين الذين يسعون للحصول على تعويض من NVICP ، تم إنشاء إجراءات التوحد الجامع. كان هدفها حل مطالبات معلقة بالتوحد من اللقاح "بقوة ولكن بإنصاف".

## نظرة عامة
قبل بداية حالة سيديلو، أجرى المجتمع العلمي بحثًا كبيرًا في العلاقة المفترضة بين لقاح MMR والتوحد أو اللقاحات المحتوية على الثيميروسال والتوحد. توصل هذا البحث باستمرار إلى استنتاج مفاده أنه لا يوجد مثل هذا الارتباط.
ومع ذلك، جادل بعض مؤيدي اللقاح، مثل بول أوفيت، بأن معايير إثبات اللقاح «تسببت» في تأثير ضار في NVICP كانت منخفضة للغاية، وبالتالي قد تجد المحكمة لصالح سيديلو على أي حال. وجادلوا أيضًا في أنه إذا حدث ذلك، فقد يثبط مصنعو اللقاحات من تصنيع لقاحات الطفولة، مما قد يؤدي إلى نقص متكرر في اللقاحات.
في قضية سيديلو، ادعت عائلتها أن ميشيل كانت طبيعية حتى تلقي لقاحاتها، كما يتضح من عدد من مقاطع الفيديو الخاصة بها بين سن 6 و 8 أشهر. كما جادلوا في أن اللقاحات المحتوية على الثيميروسال تسببت في تدهور جهاز المناعة لديها، مما جعل من الممكن لفيروس الحصبة أن يصيبها ويسبب التوحد والمشاكل الصحية الأخرى التي تعاني منها، والتي تشمل أمراض الأمعاء الالتهابية والزرق والصرع.
تتألف الأدلة المقدمة لهذا بشكل أساسي من الكشف عن فيروس الحصبة في الجهاز الهضمي لدى ميشيل سيديلو. وفقًا لشهادة مارسيل كينزبورن طبيب أعصاب الأطفال وأستاذ علم النفس فيالمدرسة الجديدة، «فإن سلالة لقاح فيروس الحصبة تسبب التوحد عن طريق تصيب القناة الهضمية وتدخل [الدماغ] ، مما يتسبب في اختلال وظيفي في الخلايا النجومية وخلايا الدماغ الأخرى، والتي تثير بدورها مستويات عالية من غلوتامات الناقل العصبي، مما يتسبب في حالة من التحفيز المفرط الذي يتجلى في أعراض التوحد».

### حال المُدعي
الشهود الذين يشهدون نيابة عن الدولة التي جذبت شهادتهم معظم الاهتمام هم إريك فومبون: وهو طبيب نفسي في جامعة ماكجيل، وجيفري برنت: عالم السموم الطبية في مركز العلوم الصحية بجامعة كولورادو، وستيفن بوتين: من جامعة كوين ماري في لندن.
```
ومن الخبراء الآخرين الذين شهدوا نيابة عن الولاية 
إدوين كوك
: وهو طبيب نفسي، 
وديان غريفين
: عالمة الفيروسات 
بجامعة جونز هوبكنز
، وستيفن هاناور: أخصائي أمراض الجهاز الهضمي، وكريستين ماكوسكر: أخصائي مناعة الأطفال، وبريان وارد: عالم الفيروسات الذي مع فومبون، نشر بعض الأبحاث التي فشلت في تكرار نتائج مختبر علم الوراثة، 
وماكس ويزنتزر
: طبيب أعصاب الأطفال.
[
13
]
```

الذين شهدوا نيابة عن المدعين هم هورير فاسكن أبوشيان: عالم السموم في جامعة أريزونا، آرثر كريجسمان: أخصائي أمراض الجهاز الهضمي في مركز جونسون لصحة الطفل ونمائه، كارين هيبنر: عالم الأحياء الجزيئية في جامعة ويك فورست و فيرا بايرز عالما المناعة المتقاعد، رونالد سي كينيدي: عالم المناعة في جامعة تكساس للتكنولوجيا،  ومارسيل كينزبورن: طبيب أعصاب الأطفال المتقاعد.
```
في 11 يونيو 2007، قدم المدعون حجتهم الأولى، حيث زعموا أن ميشيل سيديلو، وكذلك الأطفال الآخرين المصابين بالتوحد، يعانون من «اضطراب تدفق الزئبق» الذي وصفه أبوشيان، أول شاهد خبير لهم، بأنه«مشكلة في الحصول على معدن، في هذه الحالة الزئبق، من الخلية». وكدليل على أنه تم توثيق مثل هذه الاضطرابات من قبل، أشار إلى 
مرض ويلسون
.
[
15
]
:95
```

استند أبوشيان جزئياً في هذا الادعاء إلى ثلاث ورقات تمت مراجعتها من قبل النظراء.
شارك بويد هالي في أول دراسة من هذا النوع، وأشار إلى أن شعر الأطفال المصابين بالتوحد يحتوي على كمية أقل من الزئبق من شعر الأطفال الذين لا يعانون من التوحد. وذكر أبوشيان: «نحن نعلم أن الشعر هو عضو مطرح وأن الشعر يعكس الزئبق أو المعدن في الدم، والدم هو انعكاس للزئبق في الأنسجة، وبالتالي حقيقة أن الأطفال الذين لديهم التوحد كان يحتوي على كمية أقل من الزئبق في شعرهم كان تلميحًا أو إشارة إلى أنه كان هناك اضطراب في تدفق الزئبق».:99 أجرى جيمس ب. آدمز الدراسة الثانية من هذه الدراسات، ووجدت أن أسنان الأطفال المصابين بالتوحد تحتوي على أكثر من ضعف كمية الزئبق لدى الأطفال الذين لا يعانون من التوحد...استشهد أبوشيان بهذه الدراسة كدليل على أن «الأطفال المصابين بالتوحد لديهم عبء أكبر من الزئبق».:102 دراسة أخرى استخدمها أبوشيان لدعم هذا البيان أجراها جيف برادستريت ومارك جيير، والتي أعطتحمض ديميركابتوسوسينيك، وهو الذي توصَلَ إلى أن الأطفال المصابين بالتوحد يفرزون بعد ذلك الزئبق أكثر بكثير من الأطفال غير المصابين بالتوحد. واستشهد أبوشيان أيضًا بعدد من الدراسات المخبرية كدليل على أن الثيميروسال يمكن أن يسبب خلل في نظام المناعة.
```
في اليوم التالي قدم المدعون حجتهم الثانية، وهي أن 
لقاح الحصبة
 تسبب في أضرار معوية. شاهِدُهم في ذلك اليوم كان أخصائي أمراض الجهاز الهضمي 
آرثر كريغسمان
، الذي شهد أن رأيه في القضية يعتمد على ما إذا كان فيروس الحصبة قد تم اكتشافه بالفعل في الأنسجة المعوية لميشيل سيديلو والأطفال الآخرين المصابين بالتوحد من قبل مختبر علم الوراثة، 
```

خلال دراسة أجراها، الدكتور هيبنر وستيف ووكر وجيف سيغال كدليل على أن نتائج مختبر علم الوراثة كانت موثوقة.
```
ومع ذلك، كانت هذه الدراسة لا تزال في مراحلها الأولية في وقت المحاكمة، وقد تم تقديمها فقط كملصق في 
الاجتماع الدولي لأبحاث التوحد
 في العام السابق، 
:64
و صرح ووكر بنفسه «أنه لا يمكن أن تفعل أي شيء لإثبات أن فيروس الحصبة يسبب التوحد أو حتى يسبب مرض الأمعاء.»
[
21
]
```

في اليوم الثالث من المحاكمة، قدم المدعون حجتهم التالية، وهي أن ورقة أولمان التي أبلغت عن وجود فيروس اللقاح في الجهاز الهضمي للأطفال المصابين بالتوحد،  استخدمت تقنيات (تفاعل الفوليمراز المسلسل) PCRموثوقة للكشف عن الفيروس.
```
كانت شهادتهم في ذلك اليوم عالمة الأحياء الجزيئية كارين هيبنر، التي شهدت أن «الضوابط الإيجابية والسلبية التي استخدمها مؤلفو أولمان [بقيادة الدكتور جون ج. أوليري، الذي يدير مختبر علم الوراثة في دبلن] كانت مناسبة، أن إجراء التشغيل المستخدم في الاختبار كان مناسبًا لتقليل احتمالية» التلوث«، وأن» المقايسات«المستخدمة تم اختيارها وتنفيذها بشكل مناسب». 
:46
 كما زعمت أن الدراستين اللتين أخفقتا في تكرار نتائج ورقة أولمان كانت معيبة لسببين: لأنهما نظرتا إلى خلايا الأطفال المصابين بالتوحد وليس في الجهاز الهضمي، ولأنهم لم يختبروا الأطفال المصابين بالتوحد مع ضعف الجهاز الهضمي. 629 
[
23
]
:629A
```

شهدت عالمة المناعة فيرا بايرز أن ميشيل سيديلو لديها جهاز مناعة غير منظم، مما سمح لفيروس الحصبة بالاستمرار في نظامها، وأن جهاز المناعة المعطل كان في جزء منه نتيجة للفيروس نفسه. :32 وقالت أيضًا أن هذا كان خلل التنظيم ناتجًا عن «مزيج من علم الوراثة والتحصين ضد فيروس الحصبة واللقاحات التي تحتوي على الثيميروسال التي تلقتها».:872
شهد عالم المناعة الفيروسية رونالد كينيدي أن ميشيل سيديلو لديها «خلل في جهاز المناعة الانتقائي». وشهد العديد مثل الدكتور هيبنر أن مختبر علم الوراثة كان موثوقًا به واتبع الإجراءات المناسبة لمنع التلوث، مشيراً إلى أن «مختبر الدكتور جون أوليري والدكتور أورلا شيلز وزملائهم يتمتعون بسمعة طيبة». [22]: 47 :47شهد كينيدي أيضًا أنه حضر اجتماعًا أفاد فيه الدكتور كوتر شفويًا بأن اختباره وصل إلى نتائج مشابهة لتلك التي أبلغ عنها أولمان. [22]: 56:{{{1}}} نسخة محفوظة 23 نوفمبر 2018 على موقع واي باك مشين.</ref> وجادلوا أيضًا في أنه إذا حدث ذلك، فقد يثبط مصنعو اللقاحات من تصنيع لقاحات الطفولة، مما قد يؤدي إلى نقص متكرر في اللقاحات.
في قضية سيديلو، ادعت عائلتها أن ميشيل كانت طبيعية حتى تلقي لقاحاتها، كما يتضح من عدد من مقاطع الفيديو الخاصة بها بين سن 6 و 8 أشهر. كما جادلوا في أن اللقاحات المحتوية على الثيميروسال تسببت في تدهور جهاز المناعة لديها، مما جعل من الممكن لفيروس الحصبة أن يصيبها ويسبب التوحد والمشاكل الصحية الأخرى التي تعاني منها، والتي تشمل أمراض الأمعاء الالتهابية والزرق والصرع.
تتألف الأدلة المقدمة لهذا بشكل أساسي من الكشف عن فيروس الحصبة في الجهاز الهضمي لدى ميشيل سيديلو. وفقًا لشهادة مارسيل كينزبورن طبيب أعصاب الأطفال وأستاذ علم النفس فيالمدرسة الجديدة، «فإن سلالة لقاح فيروس الحصبة تسبب التوحد عن طريق تصيب القناة الهضمية وتدخل [الدماغ] ، مما يتسبب في اختلال وظيفي في الخلايا النجومية وخلايا الدماغ الأخرى، والتي تثير بدورها مستويات عالية من غلوتامات الناقل العصبي، مما يتسبب في حالة من التحفيز المفرط الذي يتجلى في أعراض التوحد».
الشهود الذين يشهدون نيابة عن الدولة التي جذبت شهادتهم معظم الاهتمام هم إريك فومبون: وهو طبيب نفسي في جامعة ماكجيل، وجيفري برنت: عالم السموم الطبية في مركز العلوم الصحية بجامعة كولورادو، وستيفن بوتين: من جامعة كوين ماري في لندن.
```
ومن الخبراء الآخرين الذين شهدوا نيابة عن الولاية 
إدوين كوك
: وهو طبيب نفسي، 
وديان غريفين
: عالمة الفيروسات 
بجامعة جونز هوبكنز
، وستيفن هاناور: أخصائي أمراض الجهاز الهضمي، وكريستين ماكوسكر: أخصائي مناعة الأطفال، وبريان وارد: عالم الفيروسات الذي مع فومبون، نشر بعض الأبحاث التي فشلت في تكرار نتائج مختبر علم الوراثة، 
وماكس ويزنتزر
: طبيب أعصاب الأطفال.
[
13
]
```

الذين شهدوا نيابة عن المدعين هم هورير فاسكن أبوشيان: عالم السموم في جامعة أريزونا، آرثر كريجسمان: أخصائي أمراض الجهاز الهضمي في مركز جونسون لصحة الطفل ونمائه، كارين هيبنر: عالم الأحياء الجزيئية في جامعة ويك فورست و فيرا بايرز عالما المناعة المتقاعد، رونالد سي كينيدي: عالم المناعة في جامعة تكساس للتكنولوجيا،  ومارسيل كينزبورن: طبيب أعصاب الأطفال المتقاعد.
```
في 11 يونيو 2007، قدم المدعون حجتهم الأولى، حيث زعموا أن ميشيل سيديلو، وكذلك الأطفال الآخرين المصابين بالتوحد، يعانون من «اضطراب تدفق الزئبق» الذي وصفه أبوشيان، أول شاهد خبير لهم، بأنه«مشكلة في الحصول على معدن، في هذه الحالة الزئبق، من الخلية». وكدليل على أنه تم توثيق مثل هذه الاضطرابات من قبل، أشار إلى 
مرض ويلسون
.
[
15
]
:95
```

استند أبوشيان جزئياً في هذا الادعاء إلى ثلاث ورقات تمت مراجعتها من قبل النظراء .
شارك بويد هالي في أول دراسة من هذا النوع، وأشار إلى أن شعر الأطفال المصابين بالتوحد يحتوي على كمية أقل من الزئبق من شعر الأطفال الذين لا يعانون من التوحد. وذكر أبوشيان: «نحن نعلم أن الشعر هو عضو مطرح وأن الشعر يعكس الزئبق أو المعدن في الدم، والدم هو انعكاس للزئبق في الأنسجة، وبالتالي حقيقة أن الأطفال الذين لديهم التوحد كان يحتوي على كمية أقل من الزئبق في شعرهم كان تلميحًا أو إشارة إلى أنه كان هناك اضطراب في تدفق الزئبق».:99 أجرى جيمس ب. آدمز الدراسة الثانية من هذه الدراسات، ووجدت أن أسنان الأطفال المصابين بالتوحد تحتوي على أكثر من ضعف كمية الزئبق لدى الأطفال الذين لا يعانون من التوحد...استشهد أبوشيان بهذه الدراسة كدليل على أن «الأطفال المصابين بالتوحد لديهم عبء أكبر من الزئبق».:102 دراسة أخرى استخدمها أبوشيان لدعم هذا البيان أجراها جيف برادستريت ومارك جيير، والتي أعطتحمض ديميركابتوسوسينيك، وهو الذي توصَلَ إلى أن الأطفال المصابين بالتوحد يفرزون بعد ذلك الزئبق أكثر بكثير من الأطفال غير المصابين بالتوحد. واستشهد أبوشيان أيضًا بعدد من الدراسات المخبرية كدليل على أن الثيميروسال يمكن أن يسبب خلل في نظام المناعة.
```
في اليوم التالي قدم المدعون حجتهم الثانية، وهي أن 
لقاح الحصبة
 تسبب في أضرار معوية. شاهِدُهم في ذلك اليوم كان أخصائي أمراض الجهاز الهضمي 
آرثر كريغسمان
، الذي شهد أن رأيه في القضية يعتمد على ما إذا كان فيروس الحصبة قد تم اكتشافه بالفعل في الأنسجة المعوية لميشيل سيديلو والأطفال الآخرين المصابين بالتوحد من قبل مختبر علم الوراثة، 
```

خلال دراسة أجراها، الدكتور هيبنر وستيف ووكر وجيف سيغال كدليل على أن نتائج مختبر علم الوراثة كانت موثوقة.
```
ومع ذلك، كانت هذه الدراسة لا تزال في مراحلها الأولية في وقت المحاكمة، وقد تم تقديمها فقط كملصق في 
الاجتماع الدولي لأبحاث التوحد
 في العام السابق، 
:64
و صرح ووكر بنفسه «أنه لا يمكن أن تفعل أي شيء لإثبات أن فيروس الحصبة يسبب التوحد أو حتى يسبب مرض الأمعاء.»
[
21
]
```

في اليوم الثالث من المحاكمة، قدم المدعون حجتهم التالية، وهي أن ورقة أولمان التي أبلغت عن وجود فيروس اللقاح في الجهاز الهضمي للأطفال المصابين بالتوحد،  استخدمت تقنيات (تفاعل الفوليمراز المسلسل) PCRموثوقة للكشف عن الفيروس.
```
كانت شهادتهم في ذلك اليوم عالمة الأحياء الجزيئية كارين هيبنر ، التي شهدت أن «الضوابط الإيجابية والسلبية التي استخدمها مؤلفو أولمان [بقيادة الدكتور جون ج. أوليري ، الذي يدير مختبر علم الوراثة في دبلن] كانت مناسبة ، أن إجراء التشغيل المستخدم في الاختبار كان مناسبًا لتقليل احتمالية» التلوث«، وأن» المقايسات«المستخدمة تم اختيارها وتنفيذها بشكل مناسب». 
:46
 كما زعمت أن الدراستين اللتين أخفقتا في تكرار نتائج ورقة أولمان كانت معيبة لسببين: لأنهما نظرتا إلى خلايا الأطفال المصابين بالتوحد وليس في الجهاز الهضمي ، ولأنهم لم يختبروا الأطفال المصابين بالتوحد مع ضعف الجهاز الهضمي. 629 
[
23
]
:629A
```

شهدت عالمة المناعة فيرا بايرز أن ميشيل سيديلو لديها جهاز مناعة غير منظم، مما سمح لفيروس الحصبة بالاستمرار في نظامها ، وأن جهاز المناعة المعطل كان في جزء منه نتيجة للفيروس نفسه. :32 وقالت أيضًا أن هذا كان خلل التنظيم ناتجًا عن «مزيج من علم الوراثة والتحصين ضد فيروس الحصبة واللقاحات التي تحتوي على الثيميروسال التي تلقتها».:872
شهد عالم المناعة الفيروسية رونالد كينيدي أن ميشيل سيديلو لديها «خلل في جهاز المناعة الانتقائي». وشهد العديد مثل الدكتور هيبنر أن مختبر علم الوراثة كان موثوقًا به واتبع الإجراءات المناسبة لمنع التلوث ، مشيراً إلى أن «مختبر الدكتور جون أوليري والدكتور أورلا شيلز وزملائهم يتمتعون بسمعة طيبة». [22]: 47 :47شهد كينيدي أيضًا أنه حضر اجتماعًا أفاد فيه الدكتور كوتر شفويًا بأن اختباره وصل إلى نتائج مشابهة لتلك التي أبلغ عنها أولمان. [22]: 56{{صفحات مرجع|56
ومع ذلك ، أقر أيضًا بأن هذا المختبر لم ينشر أبدًا بيانات التسلسل ، وهو ما يتماشى مع حقيقة أن ورقة أولمان لا تذكر عملية التسلسل. [22]: 57 :57
```
 شهد طبيب أعصاب الأطفال المتقاعد 
مارسيل كينزبورن
 أن ميشيل كانت تتطور بشكل طبيعي حتى 20 ديسمبر 1995 حتى تم تطعيمها 
بلقاح MMR
 ، وأن الحمى والطفح الجلدي الذي عانت منه بعد ذلك بوقت قصير سببه هذا اللقاح.  وشُهِدَ أيضًا أن ميشيل كانت تعاني من مرض 
التوحد التراجعي
 ، وأنه «نظرًا لأن ميشيل واجهت مشكلات معدية معوية مزمنة واضطرابًا عصبيًا مزمنًا يعرف باسم التوحد ، فإن الاستنتاج الأكثر منطقية هو أن العامل المسبب الوحيد - أي فيروس الحصبة- - سلالة اللقاح- هو سبب كلتا الحالتين المزمنتين». [22]: 86 
:86
```